# 到燈塔去
《到燈塔去》（英語：To the Lighthouse）是英國作家維吉尼亞·吳爾芙於1927年完成的小說。《到燈塔去》是一部具有里程碑意義現代主義小說。
《到灯塔去》共分为三部分，分别是“窗”，“岁月流逝”，“灯塔”。“窗”篇幅占比最大，时间背景为1910年左右，讲述了拉姆齐一家在斯凯岛附近的一个虚构地点度假时的某日下午，拉姆齐夫人向家中幼子詹姆斯许诺，如果天气允许，便带一家人游览海中岩礁的灯塔，同时讲述了诸多人物所当日经历的小事与他们间的对话，结尾提到，由于气候原因，拉姆齐夫人的愿望终究未能实现。“岁月流逝”只占小说的十分之一左右，在写景中穿插讲述了此后十年间拉姆齐一家所经历的变故。“灯塔”则讲述了十年后拉姆齐一家重回度假小屋，并最终实现了游览灯塔的愿望，但此时拉姆齐夫人与家中另外两人已经去世。
《到燈塔去》延續現代主義小說家普魯斯特和喬伊斯的技巧。小说较少依赖传统的故事叙述，而是通过回忆、思考、对白和情感体验构建叙事。
1998年，現代圖書館選出20世紀百大英文小說，《到燈塔去》名列第15名。2005年，這部小說被時代雜誌評為1923年以來百大英文小說之一。

## 外部連結
- To the Lighthouse  - 澳大利亞古騰堡計劃 （美國文本，與英國文本略有不同）
- Spark Notes study guide （页面存档备份，存于）
- Woolf Online: An Electronic Edition and Commentary of Virginia Woolf's 'Time Passes'.
- To the Lighthouse （页面存档备份，存于）